# Casal (la Pobla de Cérvoles)
El Casal és una obra de la Pobla de Cérvoles (Garrigues) inclosa a l'Inventari del Patrimoni Arquitectònic de Catalunya.

## Descripció
És un edifici situat salvant el desnivell entre el carrer principal i el de baix, la plaça Catalunya. És de planta rectangular, cobert a dues aigües i arrebossat. Té moltes finestres, disposades totes de forma força simètrica. Destaquen l'aplacat de pedra que s'han posat a mode de marc a les finestres.
Ha estat remodelat d'ençà la seva construcció; s'han millorat els desperfectes produïts pel temps però la concepció bàsica no ha variat. Com a centre d'esbarjo i aglutinador, recull a la planta situada al nivell del carrer, la sala principal destinada al cafè, restaurant i biblioteca. La planta baixa és una sala polifuncional.

## Història
Sorgí amb el nom de "Foment Republicà Autonomista" amb la finalitat d'unir al jovent de la població gràcies a les activitats d'esbarjo. L'altre objectiu primordial era la creació d'una cooperativa- economat com a ajut econòmic per als seus socis. La societat quedà constituïda el 1931, aleshores s'inicien les obres. La part central es destina a cafè, la lateral, una botiga i l'esquerra, altres dependències. A la planta baixa s'hi situa la sala de ball. En arribar la guerra civil (1936- 1939), però, fou clausurat i ho passen a ser dependències de la CNT. Quedà molt malmès, i fins als anys 60 del segle XX no es reprengueren les activitats.